# Omar Daley
Omar Daley (Kingston, Jamaica, 25 de abril de 1981) es un exfutbolista de Jamaica que jugaba en la posición de extremo. Es hermano del también futbolista Keammar Daley.

## Carrera

### Club
| Periodo   | Club                            |
| --------- | ------------------------------- |
| 2001–2006 | Portmore United                 |
| 2003–2004 | → Reading FC (cedido)           |
| 2004–2005 | → Preston North End FC (cedido) |
| 2006–2007 | Charleston Battery              |
| 2007–2011 | Bradford City AFC               |
| 2011      | → Rotherham United FC (cedido)  |
| 2011–2013 | Motherwell FC                   |
| 2013–2014 | Minnesota United                |
| 2015      | Oklahoma City Energy            |

### Selección nacional
A nivel de selecciones menores jugó en la Copa Mundial de Fútbol Sub-20 de 2001 en Argentina. Debutó con Jamaica el 15 de noviembre de 2000 en la derrota por 0-2 ante El Salvador en San Salvador por la Clasificación de Concacaf para la Copa Mundial de Fútbol de 2002 y su primer gol internacional lo anotó el 23 de marzo de 2003 en la victoria por 2-1 sobre Barbados en un partido amistoso en Kingston, Jamaica. Su retiro internacional fue el 19 de noviembre de 2013 en la derrota por 0-2 ante Trinidad y Tobago en un partido amistoso en Puerto España. Jugó 75 partidos internacionales y anotó siete goles.
| # | Fecha      | Sede                                | Rival       | Marcador | Resultado | Torneo                                                | Notas  |
| - | ---------- | ----------------------------------- | ----------- | -------- | --------- | ----------------------------------------------------- | ------ |
| 1 | 23-3-2003  | National Stadium, Kingston, Jamaica | Barbados    | 2–1      | 2–1       | Amistoso                                              | [ 10 ] |
| 2 | 26-3-2003  | National Stadium, Kingston, Jamaica | Santa Lucía | 5–0      | 5–0       | Clasificación para la Copa de Oro de la Concacaf 2003 | [ 11 ] |
| 3 | 28-3-2003  | National Stadium, Kingston, Jamaica | Martinica   | 1–2      | 2–2       | Clasificación para la Copa de Oro de la Concacaf 2003 |        |
| 4 | 30-3-2003  | National Stadium, Kingston, Jamaica | Haití       | 2–0      | 3–0       | Clasificación para la Copa de Oro de la Concacaf 2003 | [ 12 ] |
| 5 | 21-11-2007 | National Stadium, Kingston, Jamaica | Guatemala   | 2–0      | 2–0       | Amistoso                                              | [ 13 ] |
| 6 | 15-6-2008  | National Stadium, Kingston, Jamaica | Bahamas     | 7–0      | 7–0       | Clasificación para la Copa Mundial de Fútbol de 2010  | [ 14 ] |
| 7 | 6-6-011    | The Home Depot Center, Carson, EUA  | Granada     | 4–0      | 4–0       | Copa de Oro de la Concacaf 2011                       | [ 15 ] |

## Logros

### Club
- Jamaica National Premier League: 2004–05[16]

### Individual
- Equipo Ideal de la Football League Two: 2008–09[17]